# Anton von Perger

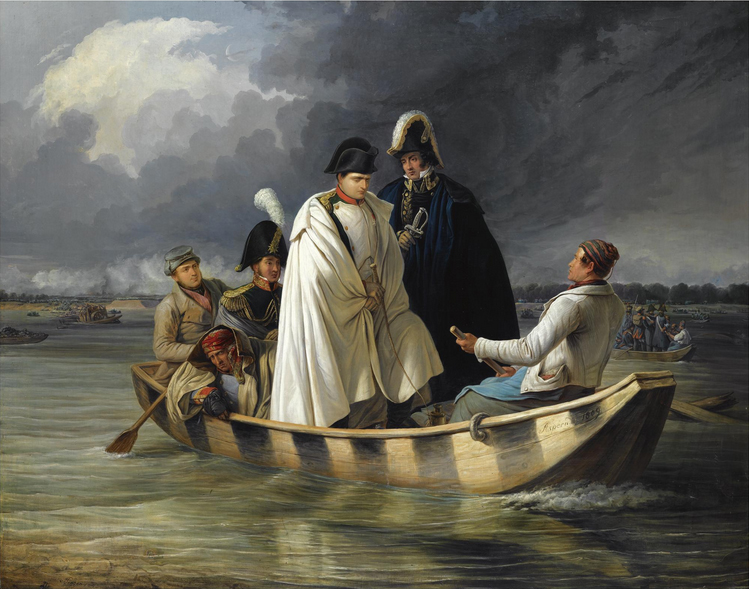
Napoleons Überfahrt aus der Lobau nach der verlorenen Schlacht bei Aspern, 1845

Anton Franz Ritter von Perger (* 20. Dezember 1809 in Wien; †  14. April 1876 ebenda) war ein österreichischer Maler, Grafiker und Schriftsteller.

## Leben
Anton von Perger war zunächst Schüler und Mitarbeiter seines Vaters, des Malers und Kupferstechers Sigmund Ferdinand von Perger, an dem Stichwerk über die Gemäldegalerie im Belvedere in Wien. Von 1826 bis 1848 stellte er seine Werke in der Wiener Kunstakademie aus. 1828 hielt er sich in Triest, 1830 in Rom auf.
Ab 1831 studierte er Anatomie in Wien. 1845 wurde Perger zum Professor für Anatomie an der Akademie der bildenden Künste Wien berufen und bekleidete den Posten bis zu seiner Pensionierung 1874.
1844 war er Mitarbeiter am Adalbert Stifters Werk „Wien und die Wiener“. 1853 wurde er Skriptor und 1871 Kustos an der Kupferstichsammlung der Hofbibliothek.
Im Zeitraum von 1863 bis 1867 war Perger Redakteur der „Mitteilungen der Central-Commission zur Erforschung und Erhaltung der Baudenkmäler“. Er veröffentlichte zahlreiche historische, kunsthistorische und volkskundliche Arbeiten.
Außerdem schrieb er Gedichte, Liedertexte und Erzählungen.
Er war der Vater des Chemikers Hugo von Perger und des Musikers Richard von Perger.

## Veröffentlichungen (Auswahl)
- Descriptive Anatomie. (mit eigenen Radierungen), 1845
- Anatomische Studien des menschlichen Körpers für bildende Künstler. 1848 (online).
- Ein muthiges Mädchen. (Erzählung), Ungarisches Fremdenblatt 1865
- Der Dom zu Sanct Stephan in Wien. Verlag der Literarisch-Artistischen Abtheilung des Österreichischen Lloyd, Triest 1854
- Studien über die deutschen Namen der in Deutschland heimischen Pflanzen. 1858 (online).
- Zur Geschichte der Falkenjagd : nach bisher unbenützten Quellen. 1859 (online).
- Deutsche Pflanzensagen. A. Schaber, Stuttgart und Oehringen 1864 (online), Neudruck Leipzig 1974; Reprint der Originalausgabe: Fourier, Wiesbaden 1987, ISBN 3-921695-11-2.
- Die Meisterwerke der Wiener Gemälde-Gallerien. Literarisch-artistische Anstalt Julius Ohswaldt, Triest 1869 (online).
- Ueber die Steindenkmale der Urzeit. Mit 7 Zeichnungsblättern. Allgemeine Bauzeitung. Waldheim, Wien 1873 (online).